# Rio Bloukrans
O rio Bloukrans é um rio da África do Sul. Serve de limite entre as províncias de Cabo Ocidental e Cabo Oriental. Está localizado na região das montanhas Tsitsikamma.